# Ніколь Роттманн
Ніколь Роттманн (нім. Nicole Rottmann; нар. 28 червня 1989) — колишня австрійська тенісистка.
Найвищу одиночну позицію світового рейтингу — 307 місце досягла 23 липня 2012, парну — 185 місце — 29 жовтня 2012 року.
Здобула 2 одиночні та 13 парних титулів.

## Фінали ITF

### Одиночний розряд: 6 (2–4)
| Легенда          |
| ---------------- |
| турніри $100,000 |
| турніри $75,000  |
| турніри $50,000  |
| турніри $25,000  |
| турніри $10,000  |

| Фінали за покриттям |
| ------------------- |
| Тверде (1–2)        |
| Ґрунт (1–2)         |
| Трава (0–0)         |
| Килим (0–0)         |

| Результат | Ранг | Дата            | Турнір               | Покриття | Суперниця            | Рахунок          |
| --------- | ---- | --------------- | -------------------- | -------- | -------------------- | ---------------- |
| Поразка   | 1.   | 22 червня 2007  | ITF Аннаба, Алжир    | Ґрунт    | Ліза Сабіно          | 3–6, 3–6         |
| Перемога  | 1.   | 30 вересня 2007 | ITF Салоніки, Греція | Ґрунт    | Алісе Мороні         | 6–4, 6–0         |
| Поразка   | 2.   | 15 травня 2011  | ITF Іракліон, Греція | Тверде   | Десіпна Папаміхаїл   | 1–6, 6–3, 2–6    |
| Перемога  | 2.   | 28 травня 2011  | ITF Дурбан, ПАР      | Тверде   | Катержина Крамперова | 6–7(4), 7–5, 6–1 |
| Поразка   | 3.   | 17 березня 2013 | ITF Метепек, Мексика | Тверде   | Марсела Сакаріас     | 1–6, 1–6         |
| Поразка   | 4.   | 21 серпня 2016  | ITF Грац, Австрія    | Ґрунт    | Катержина Ванькова   | 1–6, 2–6         |

### Парний розряд: 21 (13–8)
| Легенда          |
| ---------------- |
| турніри $100,000 |
| турніри $75,000  |
| турніри $50,000  |
| турніри $25,000  |
| турніри $10,000  |

| Фінали за покриттям |
| ------------------- |
| Тверде (9–6)        |
| Ґрунт (4–2)         |
| Трава (0–0)         |
| Килим (0–0)         |

| Результат | Ранг | Дата             | Турнір                          | Покриття   | Партнерка                | Суперниці                              | Рахунок          |
| --------- | ---- | ---------------- | ------------------------------- | ---------- | ------------------------ | -------------------------------------- | ---------------- |
| Поразка   | 1.   | 22 вересня 2007  | ITF Братислава, Словаччина      | Ґрунт      | Штефані Гайднер          | Моніка Коханова Клаудія Маленовська    | 5–7, 6–7(4)      |
| Поразка   | 2.   | 15 грудня 2007   | ITF Гавана, Куба                | Тверде     | Ліза-Марія Мозер         | Даніела Муньос Галлегос Валерія Пулідо | 3–6, 4–6         |
| Поразка   | 3.   | 17 травня 2008   | ITF Ролі, США                   | Ґрунт      | Штефанія Боффа           | Анна Татішвілі Кімберлі Кутс           | 3–6, 4–6         |
| Перемога  | 1.   | 8 листопада 2008 | El Menzah, Туніс                | Тверде     | Франціска Клоц           | Анна Ларкіна Александра Туцаков        | 6–3, 6–4         |
| Перемога  | 2.   | 10 жовтня 2009   | Трой (Алабама), США             | Тверде     | Петра Рампре             | Хорхеліна Краверо Едіна Галловіц-Халл  | 6–3, 3–6, [10–8] |
| Перемога  | 3.   | 28 травня 2010   | Дурбан, ПАР                     | Тверде     | Бланка Саваї             | Санаа Бгамбрі Рушмі Чакравартхі        | 3–6, 7–5, [11–9] |
| Перемога  | 4.   | 28 серпня 2010   | Сан-Луїс-Потосі (штат), Мексика | Тверде     | Маколл Гаркінс           | Андреа Бенітес Надя Ечеверрія Алам     | 6–1, 6–4         |
| Перемога  | 5.   | 18 вересня 2010  | Каракас, Венесуела              | Тверде     | Gally De Wael            | Андреа Гаміс Адріана Перес             | 6–2, 1–6, [10–4] |
| Перемога  | 6.   | 25 вересня 2010  | Каракас, Венесуела              | Тверде     | Gally De Wael            | Мікеле Ірасуста Марія Паула Ріберо     | 6–0, 6–1         |
| Поразка   | 4.   | 12 березня 2011  | Ірапуато, Мексика               | Тверде     | Маколл Гаркінс           | Тімеа Бабош Джоанна Конта              | 3–6, 4–6         |
| Перемога  | 7.   | 26 березня 2011  | Поса-Ріка, Мексика              | Тверде     | Маколл Гаркінс           | Фернанда Ерменежилду Тельяна Перейра   | 6–2, 6–4         |
| Поразка   | 5.   | 29 квітня 2011   | Мінськ, Білорусь                | Тверде (i) | Теодора Мирчич           | Людмила Кіченок Надія Кіченок          | 1–6, 2–6         |
| Поразка   | 6.   | 14 травня 2011   | Іракліон, Греція                | Тверде     | Аманда Елліотт           | Анна Фіцпатрік Саманта Мюррі           | 3–6, 2–6         |
| Поразка   | 7.   | 20 травня 2011   | Дурбан, ПАР                     | Тверде     | Малу Ейдесгаард          | Дженніфер Аллан Суріна Де Беер         | 2–6, 6–4, [8–10] |
| Поразка   | 8.   | 27 травня 2011   | Дурбан, ПАР                     | Тверде     | Малу Ейдесгаард          | Катержина Крамперова Зузана Лінгова    | 3–6, 6–3, [8–10] |
| Перемога  | 8.   | 5 серпня 2011    | Монтероні-ді-Лечче, Італія      | Ґрунт      | Кікі Бертенс             | Джоя Барб'єрі Анастасія Гримальська    | 6–0, 6–3         |
| Перемога  | 9.   | 11 травня 2012   | Росаріо, Аргентина              | Ґрунт      | Тельяна Перейра          | Вероніка Сепеде Ройг Лусіана Сарменті  | 6–2, 7–5         |
| Перемога  | 10.  | 28 липня 2012    | Рексем, Велика Британія         | Тверде     | Ленка Вєнерова           | Хіґуті Юка Хіроно Ватанабе             | 6–1, 6–1         |
| Перемога  | 11.  | 5 серпня 2012    | ITF Бад-Заульгау, Німеччина     | Ґрунт      | Росіо де ла Торре Санчес | Анастасія Пивоварова Лаура Торп        | 7–5, 6–1         |
| Перемога  | 12.  | 16 березня 2013  | ITF Метепек, Мексика            | Тверде     | Маколл Гаркінс           | Лаура Пігоссі Марсела Сакаріас         | 6–3, 6–2         |
| Перемога  | 13.  | 12 березня 2016  | ITF Анталія, Туреччина          | Ґрунт      | Ївонна Нойвірт           | Андрея Гіцеску Ралука Шербан           | 2–6, 6–4, [10–5] |